# Nikolaj Lie Kaas
Nikolaj Lie Kaas (Rødovre, Hovedstaden régió, 1973. május 22. –) dán színész.

## Élete és pályafutása
Anyja, Anne Mari Lie, írónő és színésznő, apja, Preben Kaas, szintén színész. Nikolaj Lie Kaas jelenleg a legnépszerűbb dán filmszínészek közé tartozik. 1991-ben, 18 évesen debütált a vásznon Søren Kragh-Jacobsen filmjében, a Drengene Fra Sankt Petri-ben (A fiúk Sankt Petriből). Itt Otto Hvidmann szerepét játszotta, aki egy áruló fia, és személyiségének fejlődése mutatja be a morális ellenállás megerősödését egy kiteljesedett erőszakos felkelés idején. Ezzel az alakításával több díjat is nyert a dán filmszakmától. Eleinte több Dogma-filmben, az Idiótákban, az Igazi emberben vagy a Hogy szeretsz?-ben szerepelt, de sokoldalúsága nem zárja be ebbe a típusba. Szerepeiben gyakran ötvözi felnőtt karakterét a gyermeki sebezhetőséggel és az érzelemmentes ártatlansággal, s ezt a közönség ösztönösen fogadja el tőle. Az Idiótákban Jeppe-ként ő vállalja fel az igazi szerelmet, azonban elveszíti azt. Ezért az alakításáért szintén díjat kapott.

## Filmjei
- Az igazság bajnokai (2020)
- A 64-es betegnapló (2018)[6]
- Palackposta (2016)
- Az utolsó király (2016)
- Férfiak és csirkék (2015)
- A 44. gyermek
- Fácángyilkosok (2014)
- Második esély (2014)
- Mad Ship (2013)
- Mesterlövész (2013)
- Nyomtalanul (2013)
- Majdnem tökéletes szerelem (2012)
- Beast (2011)
- Dirch (2011)
- Freddy, a békapofa (2011)
- Grantræet (2011)
- The Whistleblower (2010)
- Varg Veum - Skriften på veggen (2010)
- Terápia (2010)
- Ved verdens ende (2009)
- Angyalok és démonok (2009)
- A jelölt (2008)
- Ádám almái (2005)
- Mørke (2005)
- Szoláriummacsó (2005)
- Testvéred feleségét… (2004)
- Zöld hentesek (2003)
- Rekonstrukció (2003)
- Rembrandt (2003)
- Hogy szeretsz? (2002)
- Gamle mænd i nye biler (2002)
- Igazi ember (2001)
- Jolly Roger (2001)
- Blinkende lygter (2000)
- I Kina spiser de hunde (1999)
- Idióták (1998)
- Min fynske barndom (1994)
- Drengene fra Sankt Petri (1991)